# Michael Gerlich
Michael Gerlich (* 19. Februar 1991 in Landsberg am Lech) ist ein deutscher Handballspieler.

## Leben
In seiner Jugend spielte er beim TSV Mindelheim, bevor er zur Jugendmannschaft des SC Magdeburg kam und ab 2005 das Sportgymnasium Magdeburg besuchte. Im Jahr 2008 wurde Gerlich im dänischen Ikast Schülerweltmeister. Er ging später zum Drittligisten SG Pforzheim/Eutingen und danach zum HC Wernau. Seit 2013 spielte der 1,98 Meter große Rückraumspieler für den VfL Waiblingen, allerdings unterbrochen durch einen Auslandsaufenthalt, bevor er 2015 zum Drittligisten SG Leutershausen kam.
2008 durfte sich Gerlich in Anerkennung seines sportlichen Erfolgs als Schülerweltmeister in das Goldene Buch der Stadt Magdeburg eintragen.
Sein Bruder Matthias Gerlich ist ebenfalls Handballspieler.